# José María Igartua
José María Igartua Mendizabal (Elorrio, 6 marzo 1950) è un ex calciatore spagnolo, di ruolo difensore.

## Carriera
Cresciuto nella cantera dell'Athletic Bilbao, esordisce con la prima squadra nella stagione 1968-1969, debuttando in Primera División spagnola il 22 settembre 1968 nella partita Athletic-Elche (1-1). Milita per sette stagioni con i rojiblancos, con cui colleziona 161 presenze (118 in campionato), vincendo due Coppe del Generalìsimo. Nel 1975 viene ceduto al Celta Vigo, per concludere la carriera nel 1981 dopo quattro stagioni all'Alavés.

## Palmarès

### Club

#### Competizioni nazionali
- Coppa di Spagna: 2

Athletic Bilbao: 1969, 1972-1973